# Blinded by the Light (nummer)
"Blinded by the Light" is een nummer van de Amerikaanse artiest Bruce Springsteen. Het nummer verscheen op zijn debuutalbum Greetings From Asbury Park, N.J. uit 1973. In februari van dat jaar werd het nummer uitgebracht als zijn debuutsingle. In 1976 werd het nummer gecoverd door Manfred Mann's Earth Band op hun album The Roaring Silence. Op 6 augustus van dat jaar werd het uitgebracht als de eerste single van het album.

## Achtergrond
"Blinded by the Light" is geschreven door Springsteen nadat Columbia Records-baas Clive Davis vond dat er geen potentiële single op het album Greetings from Asbury Park, N.J. te vinden was. Zowel "Blinded by the Light" als de opvolgende single "Spirit in the Night" werden geschreven als antwoord. Volgens Springsteen bladerde hij door een rijmwoordenboek om geschikte woorden voor in het nummer te vinden. De eerste regel "Madman drummers, bummers and Indians in the summers with a teenage diplomat" is een verwijzing naar drummer Vini Lopez, bekend als "Mad Man", naar het oude sportteam van Springsteen ("Indians in the summer") en naar zichzelf ("teenage diplomat"). Het werd uitgebracht als de eerste single van Springsteen, maar behaalde nergens de hitlijsten. In 2019 werd de titel van het nummer gebruikt voor een film over een schrijver die wordt geïnspireerd door de muziek van Springsteen.
In 1976 bracht Manfred Mann's Earth Band een cover van "Blinded by the Night" uit op hun album The Roaring Silence. Zij behaalden hiermee de eerste plaats in zowel de Verenigde Staten als in Canada. Deze opname is de enige nummer 1-hit als componist voor Springsteen; de enige nummer 1-hit die hij had als uitvoerend artiest was "We Are the World" van het gelegenheidsproject USA for Africa. Ook in andere landen behaalde het de hitlijsten: in het Verenigd Koninkrijk kwam het tot de zesde plaats, terwijl het in Australië en Nieuw-Zeeland respectievelijk tot de plaatsen 11 en 8 kwam. In Nederland kwam het nummer niet in de Top 40 terecht en bleef het steken op de vierde plaats in de Tipparade, terwijl het in de Nationale Hitparade de negentiende plaats haalde.

## Hitnoteringen
Alle noteringen zijn behaald door de versie van Manfred Mann's Earth Band.

### Nationale Hitparade
| Positie | 22 | 19 | 27 | uit |

### NPO Radio 2 Top 2000
| Nummer met noteringen in de NPO Radio 2 Top 2000 | '99 | '00 | '01 | '02 | '03 | '04 | '05  | '06  | '07  | '08  | '09 | '10 | '11  | '12  | '13  | '14  | '15  | '16  | '17  | '18  | '19  | '20  | '21  | '22  |
| ------------------------------------------------ | --- | --- | --- | --- | --- | --- | ---- | ---- | ---- | ---- | --- | --- | ---- | ---- | ---- | ---- | ---- | ---- | ---- | ---- | ---- | ---- | ---- | ---- |
| Blinded by the Light                             | 987 | 718 | 532 | 754 | 668 | 875 | 1023 | 1305 | 1580 | 1074 | 819 | 979 | 1111 | 1291 | 1190 | 1204 | 1335 | 1548 | 1481 | 1768 | 1622 | 1937 | 1836 | 1974 |

1. ↑  Een vetgedrukt getal geeft de hoogste notering aan.
2. ↑  Deze tabel is bijgewerkt tot en met de laatste editie (2024).

E Street Band: Bruce Springsteen · Roy Bittan · Nils Lofgren · Patti Scialfa · Garry Tallent · Steven Van Zandt · Max Weinberg
Jake Clemons · Charles Giordano · Soozie Tyrell
Voormalige leden: Ernest Carter · Clarence Clemons · Danny Federici · Vini Lopez · David Sancious
Voormalige tourmuzikanten:
Everett Bradley · Barry Danielian · Clark Gayton · Curtis King · Suki Lahav · Ed Manion · The Miami Horns · Cindy Mizelle · Michelle Moore · Tom Morello · Curt Ramm · Jay Weinberg